# Sędziszów
Sędziszów – miasto w woj. świętokrzyskim, w powiecie jędrzejowskim, nad Mierzawą. Jest siedzibą miejsko-wiejskiej gminy Sędziszów. W latach 1975–1998 miasto administracyjnie należało do woj. kieleckiego.
W mieście swoją siedzibę ma od 1974 roku Fabryka Kotłów Sefako, produkująca kotły energetyczne. Zajmuje teren sędziszowskiej podstrefy Specjalnej Strefy Ekonomicznej „Starachowice”.

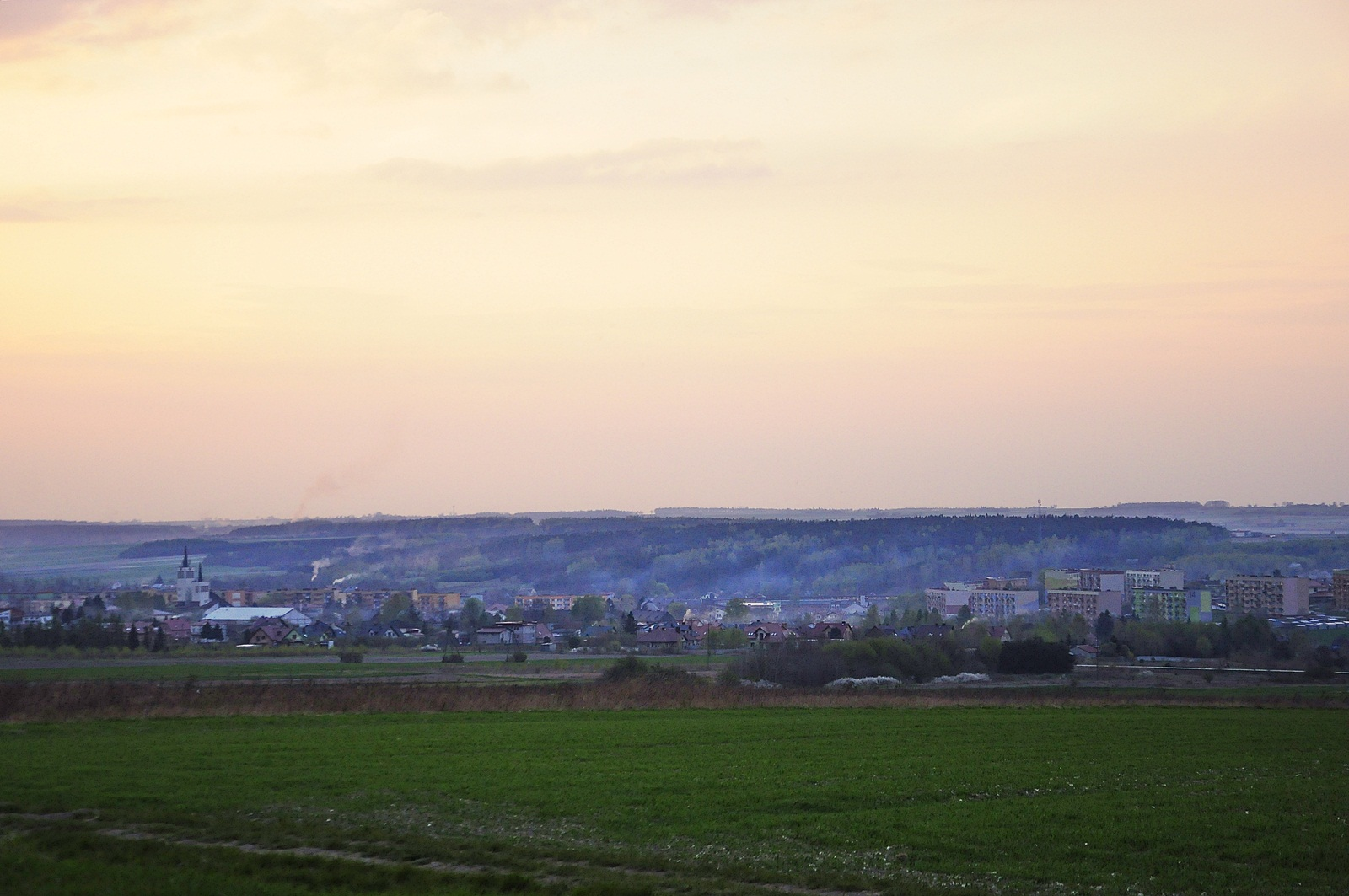
Sędziszów, kwiecień 2015

## Informacje statystyczne
Według danych z 31 grudnia 2023 r. miasto zajmowało powierzchnię 7,92 km² i liczyło 6141 mieszkańców, z czego liczba mężczyzn wynosiła 3022 osób (48,2%), zaś kobiet – 3119 (50,8%). Gęstość zaludnienia wynosiła 775,4 osób/km².

## Historia

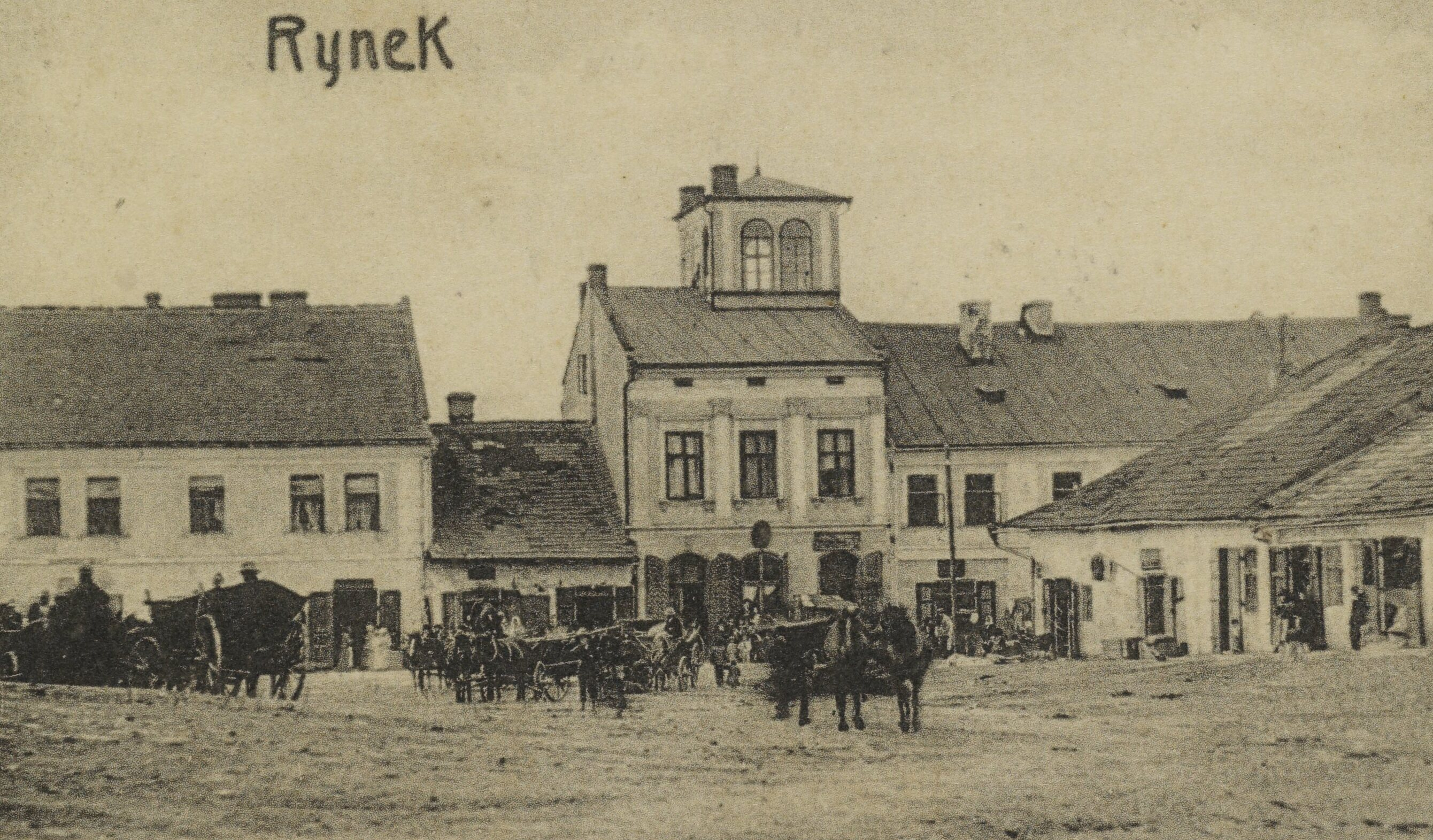
Rynek, przed 1914

Sędziszów to dawna siedziba Jastrzębców – rycerzy Konrada mazowieckiego. Miejscowość istnieje od 700 lat, jej początki sięgają XIII w. Jest jedną ze starszych miejscowości województwa świętokrzyskiego. Aż do II wojny światowej Sędziszów był własnością szlachecką. Pierwszym właścicielem był Stanczko de Sędziszów, a ostatnim była rodzina Kamińskich, do dzisiaj żyją jej spadkobiercy. Dobra sędziszowskie są dzisiaj własnością Agencji Nieruchomości Rolnych Skarbu Państwa.
Kolejni właściciele Sędziszowa:
- W 1376 Stanczko de Sędziszów.
- Paweł Koścień – Jastrzębiec wymieniany jako właściciel w kronikach Długosza. Paweł Koścień był drugim podskarbim wojewody krakowskiego Spytka.
- W 1525 Jakub Koścień, którego córka była żoną Mikołaja Reja z Nagłowic.
- Różnowie herbu Gryf
- Rylscy herbu Ostoja
- Lanckorońscy
- w XVII w. dobra sędziszowskie kupili Nieczujowie Dębińscy. Zawiadywali oni majątkiem jeszcze w XVIII w.
- Dużą rolę w rozwoju Sędziszowa odegrała wdowa po Franciszku Nieczuju Dębińskim, określana mianem starościny wolbromskiej. Ufundowała w 1771 r. nawę kościoła Świętego Piotra i Pawła, prezbiterium ufundowali starosta Rogowski i Stanisław Oraczewski, właściciel Pawłowic i Boleścic. Starościna zmarła w 1825 r.
- Po śmierci starościny Sędziszów kupił Adolf Niemojewski, właściciel sąsiedniej Słupi.
- W 1845 r. Sędziszów kupił Kwiryn Russocki herbu Zadora, oficer i uczestnik powstania 1831 r. Jego syn Romuald zginął podczas powstania styczniowego 1863 r.
- Majątek odziedziczyła córka Russockiego, Teresa, która wyszła za mąż za Stefana Chwaliboga, właściciela majątku Zagaje.
- W 1855 r. Stefan Chwalibóg zamienił się z teściem na Sędziszów, Russoccy przenieśli się do Zagaja.
- Sędziszów odziedziczył Zygmunt Chwalibóg, syn Chwalibogów.
- 1908 Sędziszów kupił Pfefferowi[kto?].
- Majątek Sędziszowa przejęła rodzina Mierzyńskich.
- Rodzina Kamińskich zarządzała majątkiem do II wojny światowej.

W XV wieku w Sędziszowie znajdował się drewniany kościół pw. św. św. Piotra i Pawła. Po pożarze wybudowano nowy drewniany kościół. Budowę murowanego kościoła rozpoczęto w 1771 r. W 1902 r. po zawaleniu się stropu, kościół był odbudowywany, wówczas wzniesiono część otaczających go murów. W 1904 kościół został uszkodzony przez pożar. Kościół odbudowano i poddano konserwacji w 1914 r. W latach 1970–1975 dokonano zabiegów konserwatorskich.

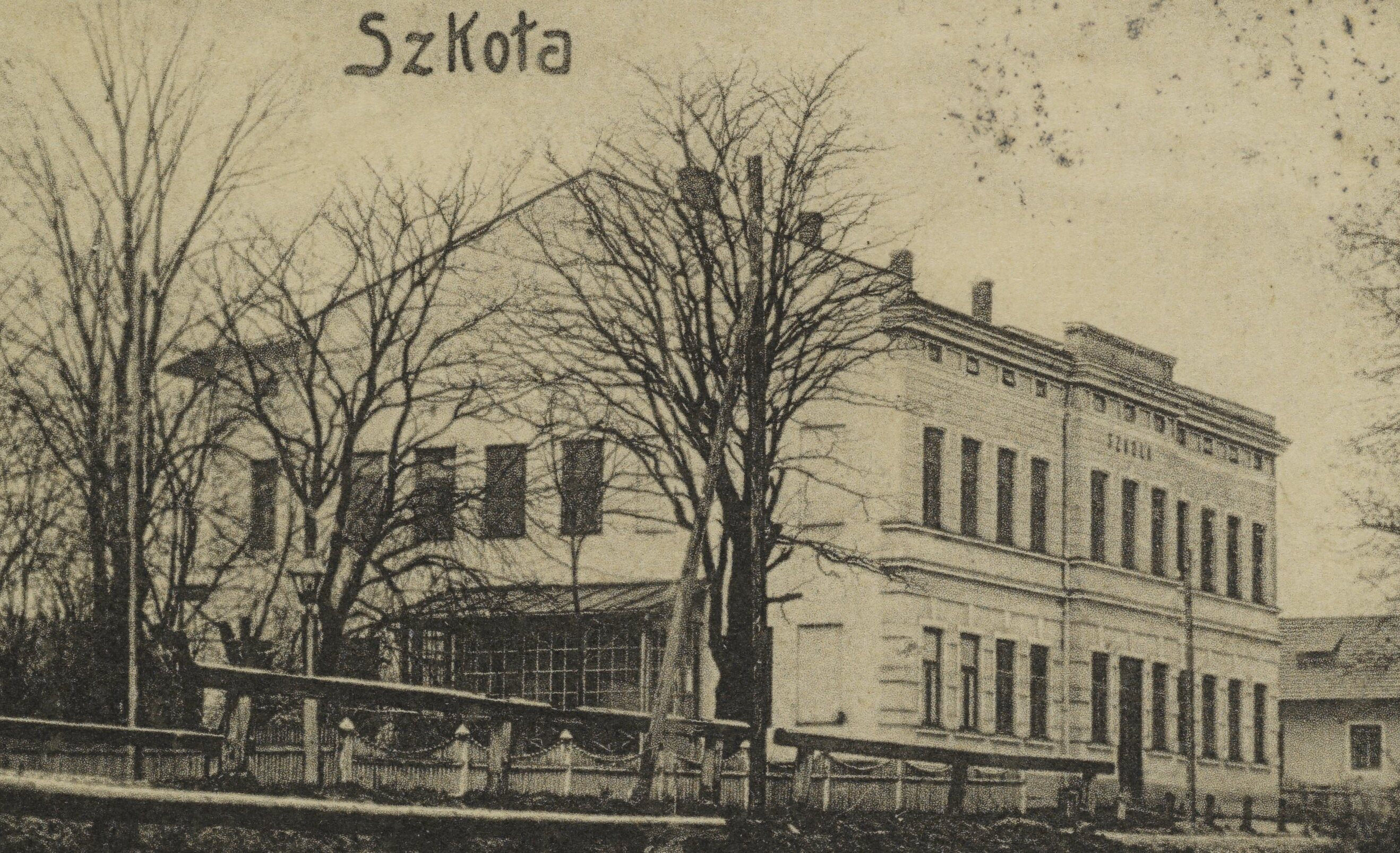
Szkoła, przed 1914

Na początku 1880 r. rozpoczęto budowę linii kolejowej. W 1885 r. otwarto stację kolejową i parowozownię. W latach powstawania linii kolejowej centrum wsi mieściło się w rynku, w okolicy kościoła Świętego Piotra i Pawła. Dopiero na początku XX w. centrum wsi przesunęło się w pobliże stacji kolejowej. Zaczęły tam powstawać sklepy i warsztaty rzemieślnicze. Budowano domy dla kolejarzy. Sędziszów stawał się osadą kolejarską.
W latach 1915–1935 funkcjonowały tramwaje konne ze Szczekocin. 
W 1939 roku w wyniku niemieckiej agresji na Polskę Sędziszów trafił pod okupację niemiecką. W 1940 r. Niemcy rozbudowali stację Sędziszów, w krótkim czasie stała się ona wielkim przedsiębiorstwem. Wybudowano 12 piętrowych bloków, dla pracowników. Budynki utworzyły osiedle, znane dziś jako Osiedle Drewniane (obecnie pozostało już tylko pięć bloków). Po odejściu Niemców rozwój węzła kolejowego uległ zahamowaniu, Sędziszów pozostał jednak jedną z ważniejszych stacji kolejowych. To, że Sędziszów stał się węzłem kolejowym, miało duże znaczenie dla ruchu oporu. Sędziszów stał się stacją etapową dla wojsk niemieckich. Tutaj obserwowano ruchy wojsk niemieckich. Dużą rolę w akcjach ruchu oporu odgrywali kolejarze. Byli oni kurierami, wykonywali zadania wywiadowcze i sabotażowe.
Pierwsza organizacja konspiracyjna powstała w 1940. Był to zalążek placówki „Dwór” ZWZ, który objął swym działaniem teren gminy Sędziszów. Wchodził w skład jędrzejowskiego obwodu „Proso” ZWZ-AK. W wyniku rejonizacji struktury Armii Krajowej w 1943 utworzono podobwód „Niwa” Sędziszów. W jego skład wchodziły 3 placówki „Nałęczów” Nagłowice, „Dwór” Sędziszów i „Miedza” Mstyczów. W 1944 podczas trwania akcji „Burza” podobwód „Niwa” był bazą mobilizacyjną II batalionu jędrzejowskiego Pułku Piechoty wchodzącego w skład Kieleckiej Brygady AK. Podczas okupacji hitlerowskiej, wiosną 1940 roku Niemcy utworzyli getto dla żydowskich mieszkańców. Przebywało w nim około 500 Żydów. 20 września 1942 zostali wywiezieni getta w Wodzisławiu i Szczekocinach.
W odpowiedzi na działania ruchu oporu Niemcy przeprowadzali akcje pacyfikacyjne. Jedną z większych była akcja przeprowadzona w nocy z 10 na 11 marca 1944. Wzmocnione oddziały żandarmerii i Bahnschutzu otoczyły stację kolejową i polskie osiedle kolejarskie. Przystąpiono do rewizji i aresztowań. Aresztowano kilkadziesiąt osób a wielu stracono.
W kwietniu 1944 na terenie pododdziału „Niwa” powstał oddział partyzancki. W składzie znaleźli się żołnierze Armii Krajowej z Sędziszowa i okolic oraz ukrywający się żołnierze AK z Jędrzejowa tzw. „spaleni”. Od tych drugich Oddział przyjął swą nazwę. W „Spalonych” służyło 88 żołnierzy, w tym 2 oficerów, 3 podchorążych i 28 podoficerów.
17 sierpnia 1944 przeprowadzona została pacyfikacja wsi Swaryszów, rozstrzelano 35 osób w tym 29 z AK.
Na terenie gminy Sędziszów sporadycznie działały także Bataliony Chłopskie i Armii Ludowej. Zdobycie Sędziszowa 16 stycznia 1945 roku przez żołnierzy 31 Gwardyjskiego Korpusu Pancernego i 5 Gwardyjskiej Armii w czasie ofensywy styczniowej Armii Czerwonej zakończyło w miejscowości rządy reżimu III Rzeszy.
W latach pięćdziesiątych XX w. zaczęto rozbudowywać stację. Wybudowano przychodnię kolejową, z myślą o pracownikach i ich rodzinach. Powstał tartak w Tarni (obecnie Zakład Przemysłu Drzewnego Tarnia, unowocześniony w 1995 r.) oraz 3 młyny (motorowy i dwa wodne). Działały spółdzielnie spożywcze, pożyczkowa, drobne zakłady handlowo usługowe, sklepy, apteka, punkty gastronomiczne.
W latach powojennych istniała w Sędziszowie siedmioklasowa szkoła powszechna, przedszkole i biblioteka. Potem powstała trzyletnia Zasadnicza Szkoła Kolejowa, mieściła się w poniemieckim budynku naprzeciw dworca kolejowego.
W latach 70. XX w. wybudowano Fabrykę Kotłów Sefako. Stała się ona jednym z największych zakładów województwa kieleckiego. Rozpoczęto budowę czteropiętrowych bloków dla pracowników fabryki. Powstały dwa osiedla – Na Skarpie i Sady.
Zwiększała się liczba ludności. Rozbudowano Szkołę Podstawową nr 1, powstała Szkoła Podstawowa nr 2. Szkoła zawodowa została przeniesiona w sąsiedztwo fabryki, powstał Zespół Szkół Zawodowych i Technikum. W II połowie lat 70. XX wieku rozpoczęto budowę Linii Hutniczo-Siarkowej i stację przeładunkową.
W latach 80. XX wieku powstała parafia pod wezwaniem św. Brata Alberta. Pod koniec lat 80. Sędziszów był już dużą osadą, posiadał wiele cech miejskich. Radni Gminnej Rady Narodowej rozpoczęli starania aby Sędziszów stał się miastem. 14 lutego 1990 r. nastąpiło uroczyste nadanie praw miejskich. Jedną z pierwszych decyzji Rady Miejskiej było utworzenie w Sędziszowie Liceum Ogólnokształcącego. Pierwszego września 1991 r. do liceum przyjęto pierwszych uczniów, w maju 1995 r. miała miejsce pierwsza matura.
Na początku lat 90. powstał Miejsko-Gminny Ośrodek Pomocy Społecznej. W tym samym okresie rozpoczął się proces budowy nowoczesnej sieci telefonicznej. W II połowie lat 90. XX wieku w budynku dawnego przedszkola PKP gmina utworzyła Dom Samopomocy i Stację Caritas diecezji kieleckiej.
W 2007 całkowicie odnowiono i rozbudowano miejscowy stadion piłki nożnej (klub Unia Sędziszów), wybudowano boisko do siatkówki, piłki plażowej, tenisa ziemnego, piłki ręcznej, skatepark oraz oczyszczono pobliski zbiornik wodny tworząc w ten sposób atrakcyjne miejsce do spędzania wolnego czasu dla mieszkańców - Bazę Turystyczno-Sportowo-Rekreacyjną (TKR).

## Zabytki

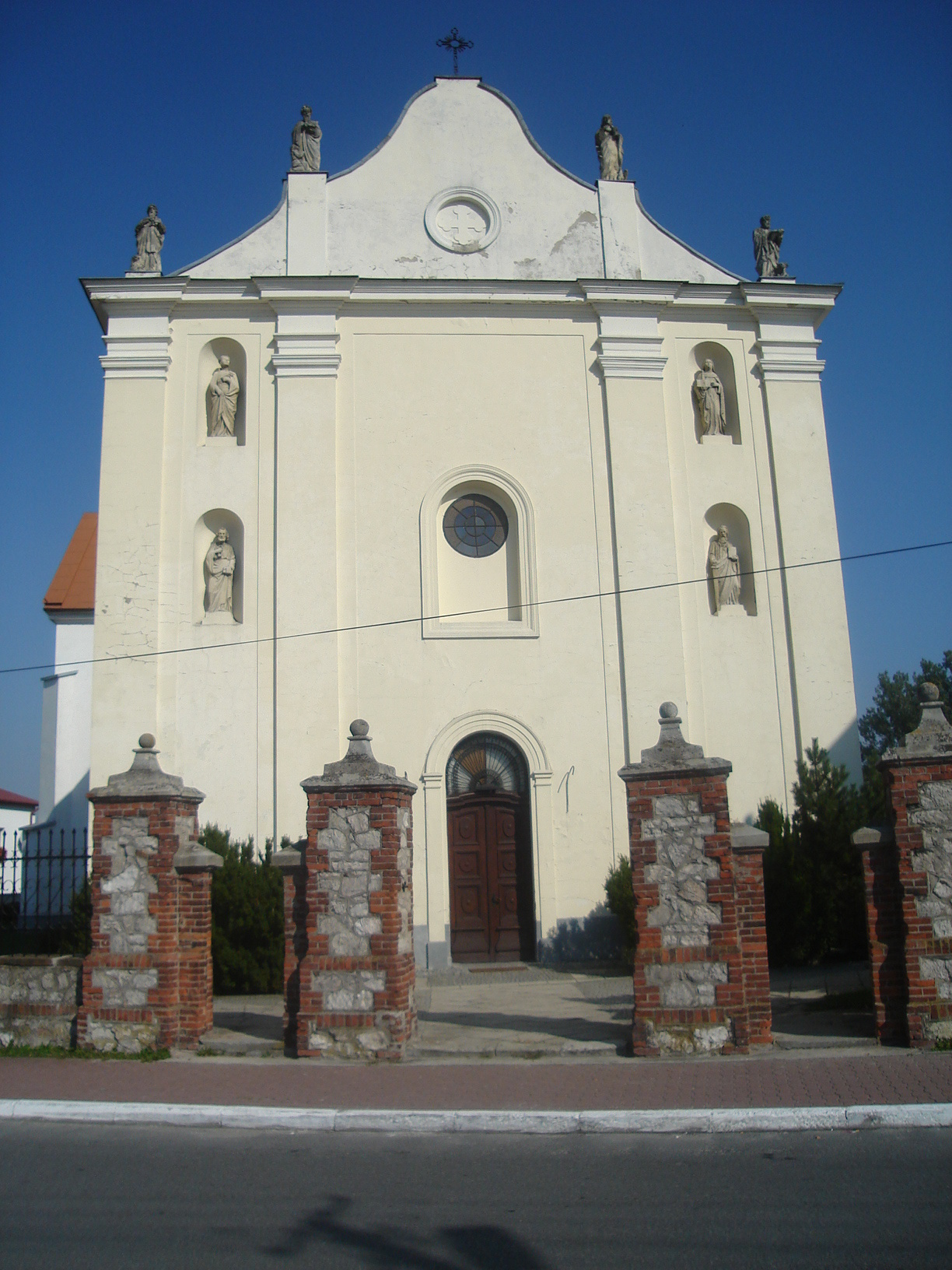
Kościół pw. św. Piotra i Pawła

### Kościół pw. Świętego Piotra i Pawła
- Barokowy kościół parafialny pw. Świętego Piotra Pawła, wzniesiony w latach 1771–1786, odbudowany w 1914 r.

Kościół oraz dwie dzwonnice z XIX w. zostały wpisane do rejestru zabytków nieruchomych (nr rej.: A.139/1-2 z 14.02.1976).

#### Malowidła
- Obraz Matki Boskiej Sędziszowskiej – w złotej sukni, obecnie umieszczony w ołtarzu głównym kościoła. Został przywieziony z Rzymu między 1625-1630 przez o. Wojciecha – prowincjała zakonu Karmelitów Bosych i podarowany ks. Baltazarowi Strumińskiemu.
- Ołtarz boczny Ukrzyżowanie z XVII w., przemalowany, prawdopodobnie ze zbiorów we Wodzisławiu. Drugi ołtarz boczny przedstawia Św. Annę.

#### Wyposażenie kościoła
- Organy pochodzące z XVII w. z barokową dekoracją
- Barokowa chrzcielnica z marmuru
- Rokokowe ławki kolatorskie

#### Wyposażenie liturgiczne
- monstrancja z okresu późnego baroku
- zestaw starych ornatów i kap, związanych z osobą opata jędrzejowskiego – Aleksandra Denhoffa (1623–1671)
- legata króla Jana Kazimierza do cesarza Ferdynanda III

#### Epitafia
- Stanisława Oraczewskiego, starosty rogowskiego, zmarłego w 1779 r. i jego żony Anny, zmarłej w 1768 roku
- Ignacego Oraczewskiego, starosty rogowskiego i jego żony Krystyny, zmarłych w 1779 roku
- Urszuli Dembińskiej, starościny wolbromskiej, zmarłej w 1825 r.
- Antoniego Badeniego, zmarłego w 1828 r. i jego żony Petroneli, zmarłej w 1833 roku

#### Cmentarz przykościelny
- Figura Chrystusa Ecce Homo na kamiennej kolumnie barokowej
- Murowana kapliczka z XIX wieku – grota Najświętszej Marii Panny z Lourdes
- Nagrobek Antoniego Badeniego (dziedzica Rożnicy) w formie kamiennego krucyfiksu na wysokim cokole
- Ogrodzenie i brama z XIX w.
- Murowana plebania z końca XIX w.

### Inne zabytki

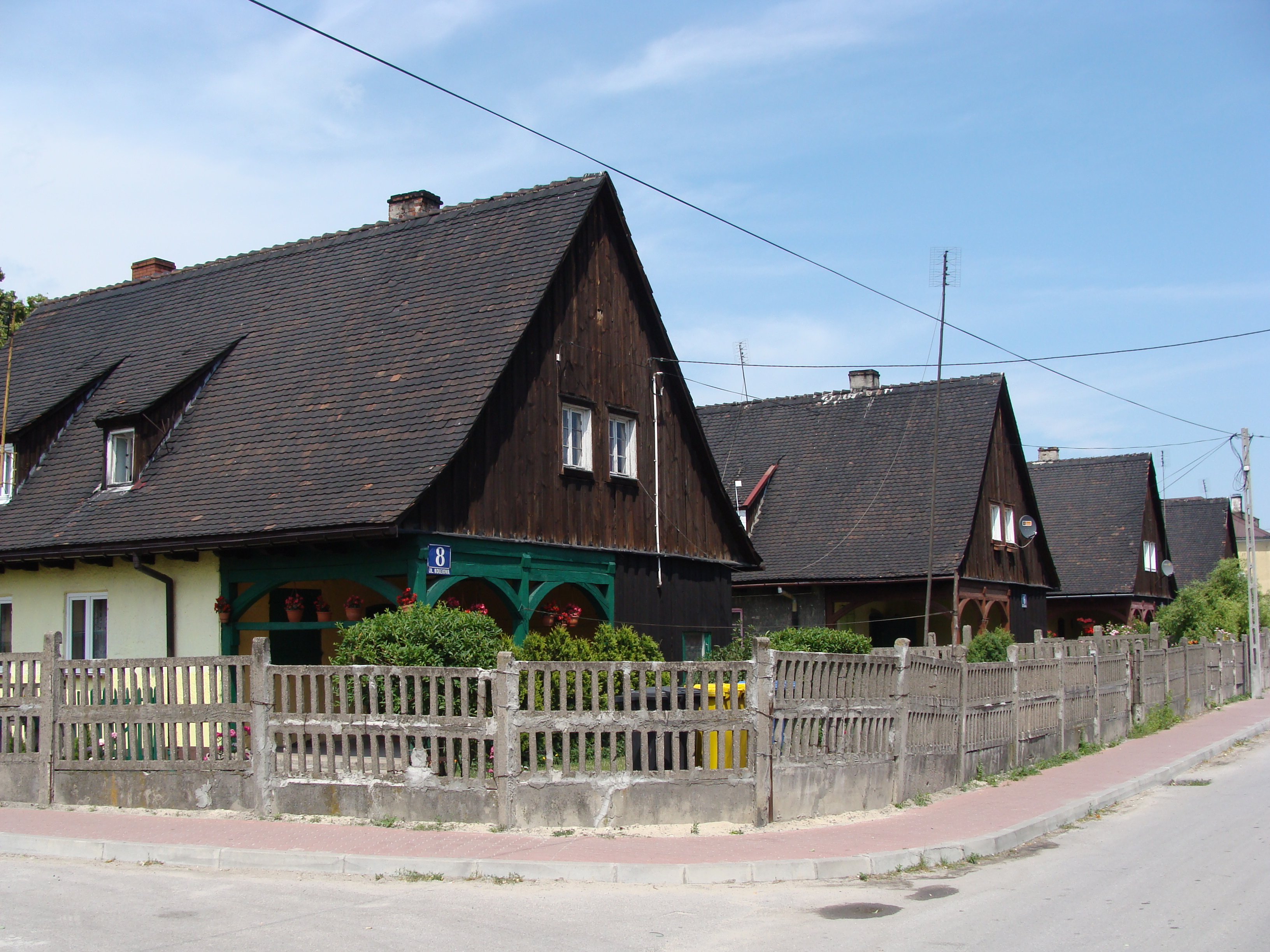
Ulica Kolejowa

- Dwór z XIX w., przebudowany po pożarze. Dawna dworska oficyna z czasów rodu Dembińskich. Obecnie brak cech dworskich, po przebudowie znajduje się w nim Zakład Opiekuńczo-Leczniczy w Sędziszowie Caritas Diecezji Kieleckiej. Zachowały się pozostałości otaczającego parku oraz spichlerz. Dwór z parkiem zostały wpisane do rejestru zabytków nieruchomych (nr rej.: A.140/1-2 z 3.07.1978)[7].
- Figura Chrystusa z 1650, przydrożna kapliczka z kamienia na ceglanym cokole. Odnowiona przez Warszawiaków w 1899 r. na pamiątkę XXV-lecia kapłaństwa proboszcza Franciszka Pruszyńskiego. Znajduje się na skrzyżowaniu ulic: Dworcowej, Kieleckiej i Wodzisławskiej.
- Osiedle Drewniane – budynki dla pracowników kolei wybudowane przez Niemców za czasów okupacji.
- Ulica Kolejowa – zabudowa poniemiecka, stylizowana na styl tyrolski.

## Gospodarka

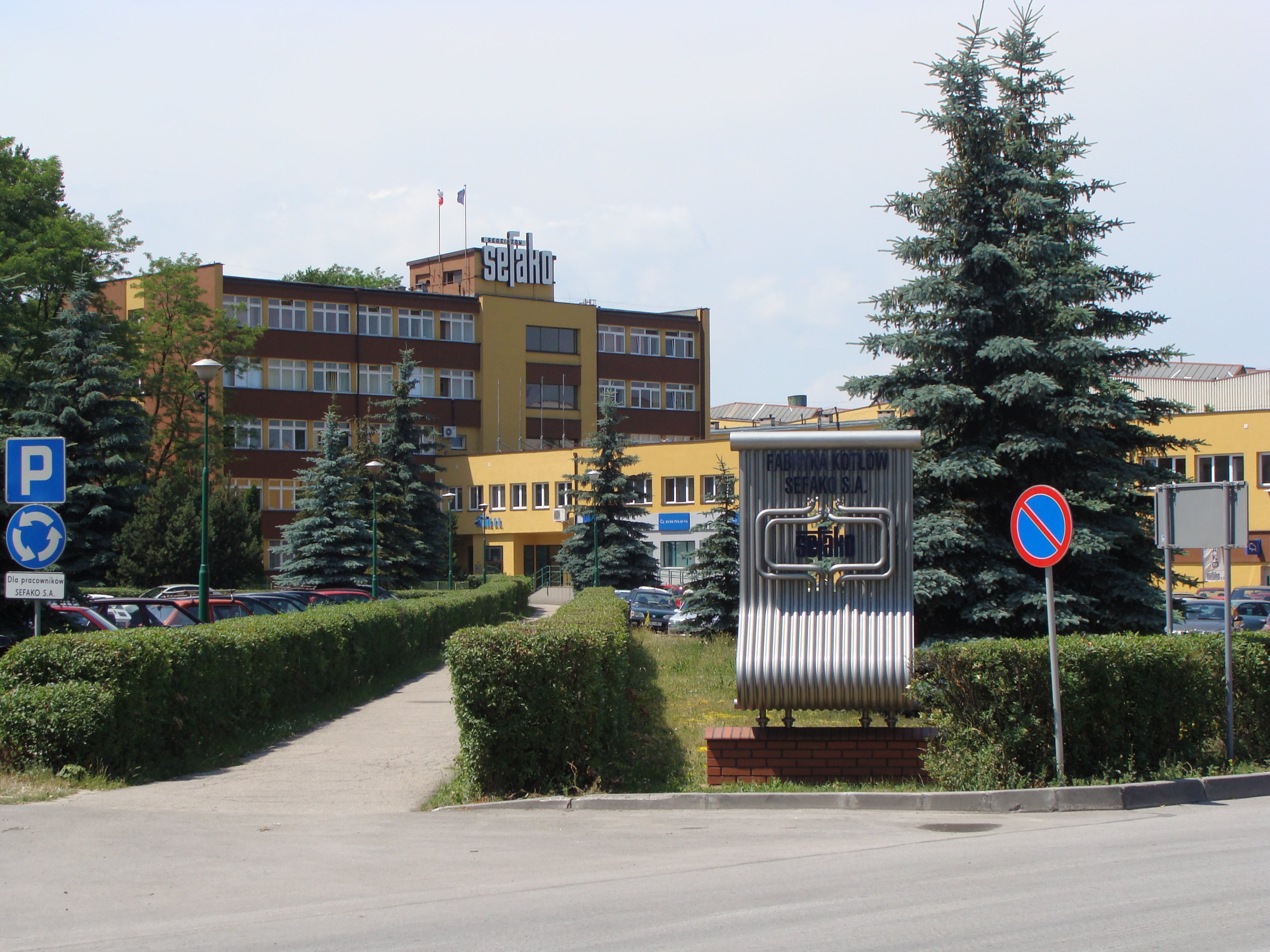
Fabryka Kotłów Sefako

W Sędziszowie działa od 1974 Fabryka Kotłów Sefako – jeden z największych producentów kotłów energetycznych w Polsce.
W miejscowości działało Państwowe Gospodarstwo Rolne Sędziszów.

## Oświata

### Przedszkola
Przedszkole Samorządowe nr 1

### Szkoły podstawowe[9]
- Szkoła Podstawowa nr 1 im. Tadeusza Kościuszki w Zespole Szkół Ogólnokształcących
- Szkoła Podstawowa nr 2 im. św. Floriana

### Szkoły średnie
- Liceum Ogólnokształcące w Zespole Szkół Ogólnokształcących[10]
- Branżowa Szkoła I stopnia w Zespole Szkół[11]
- Technikum w Zespole Szkół[12]

## Kultura

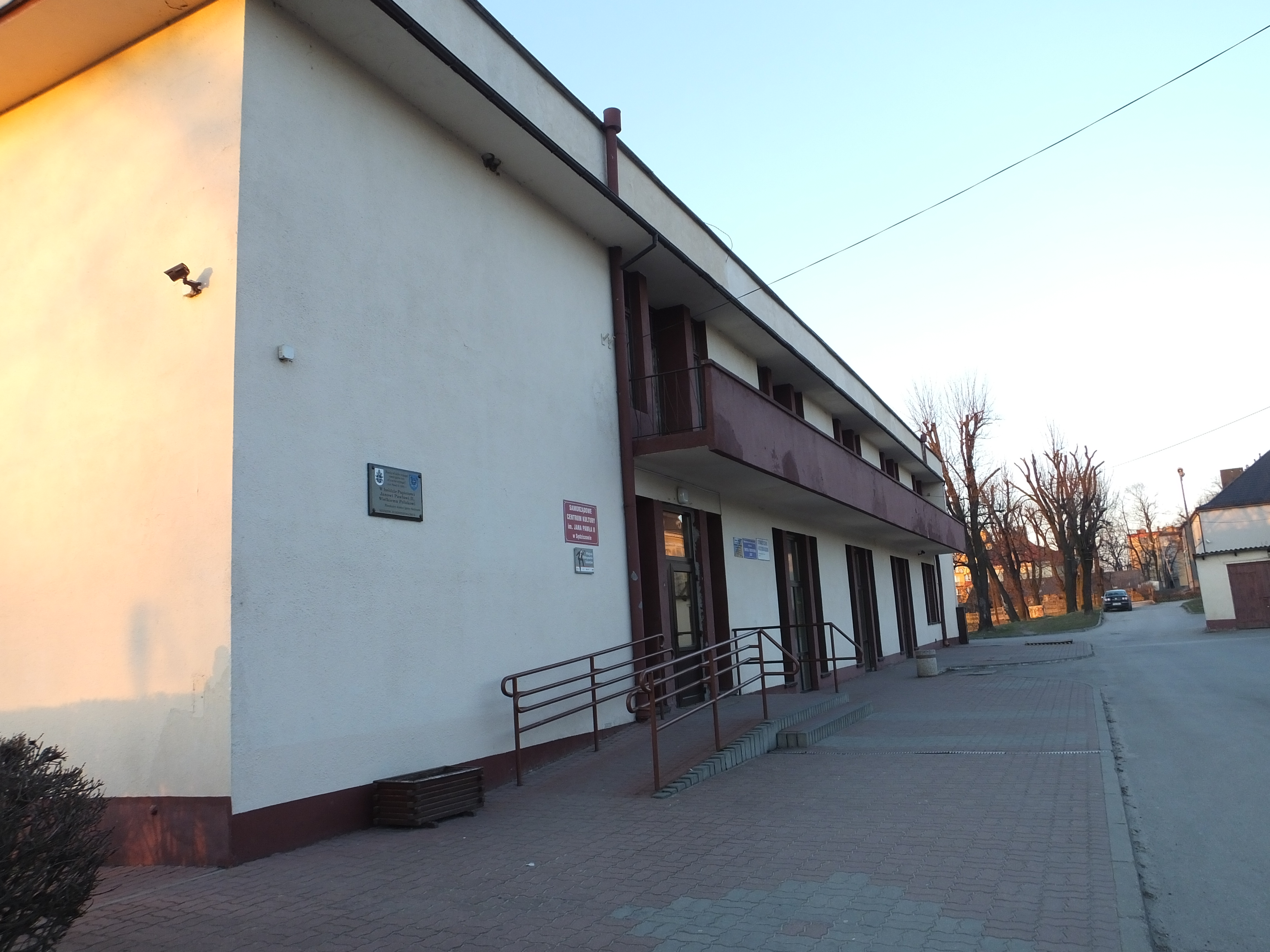
Samorządowe Centrum Kultury w Sędziszowie

- Sala widowiskowo-koncertowa w Samorządowym Centrum Kultury im. Jana Pawła II
- Kino Ballada w Samorządowym Centrum Kultury im. Jana Pawła II (filmy nie są wyświetlane)
- Samorządowe Centrum Kultury im. Jana Pawła II jest obiektem, w którym działają środowiska twórcze:
  - zespoły folklorystyczne Kół Gospodyń Wiejskich
  - zespoły muzyczne
  - młodzieżowe kółka artystyczne
- Miejsko-Gminna Biblioteka Publiczna
- Gazeta Sędziszowska – zaczęła ukazywać się od stycznia 1995, miała informować o wydarzeniach w regionie, problemach gminy i działaniach samorządu. Od lipca 1998 Gazetę Sędziszowską przejął prywatny wydawca Gazety Jędrzejowskiej.

## Demografia

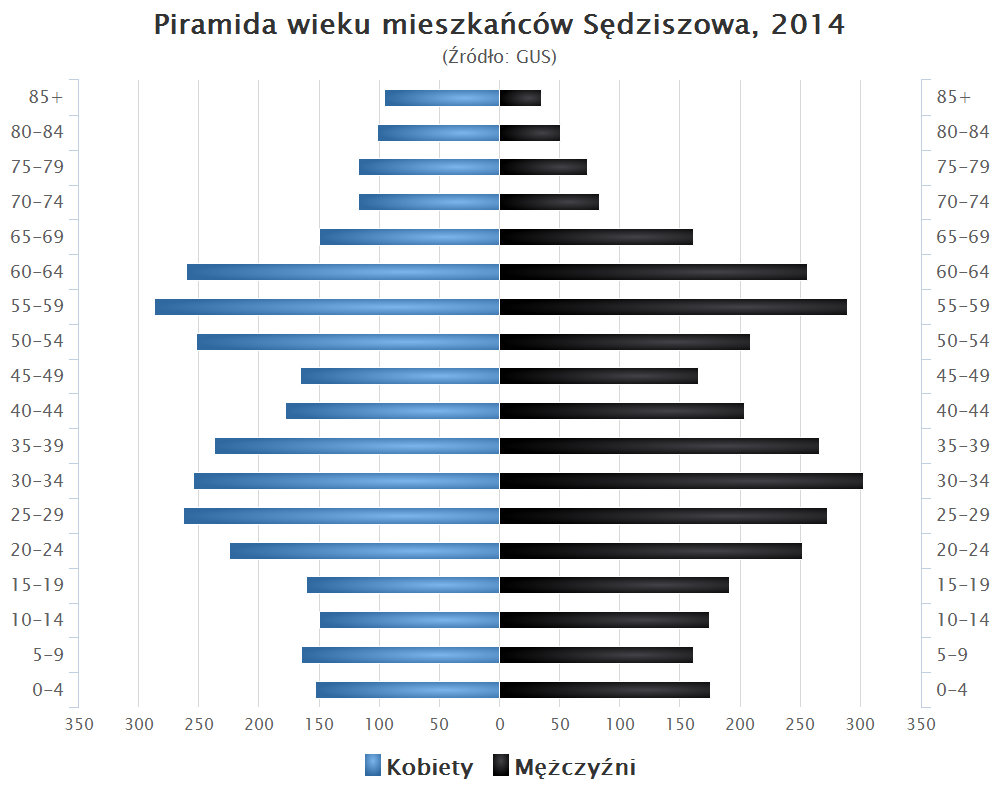
Piramida wieku mieszkańców Sędziszowa w 2014 roku

## Sport

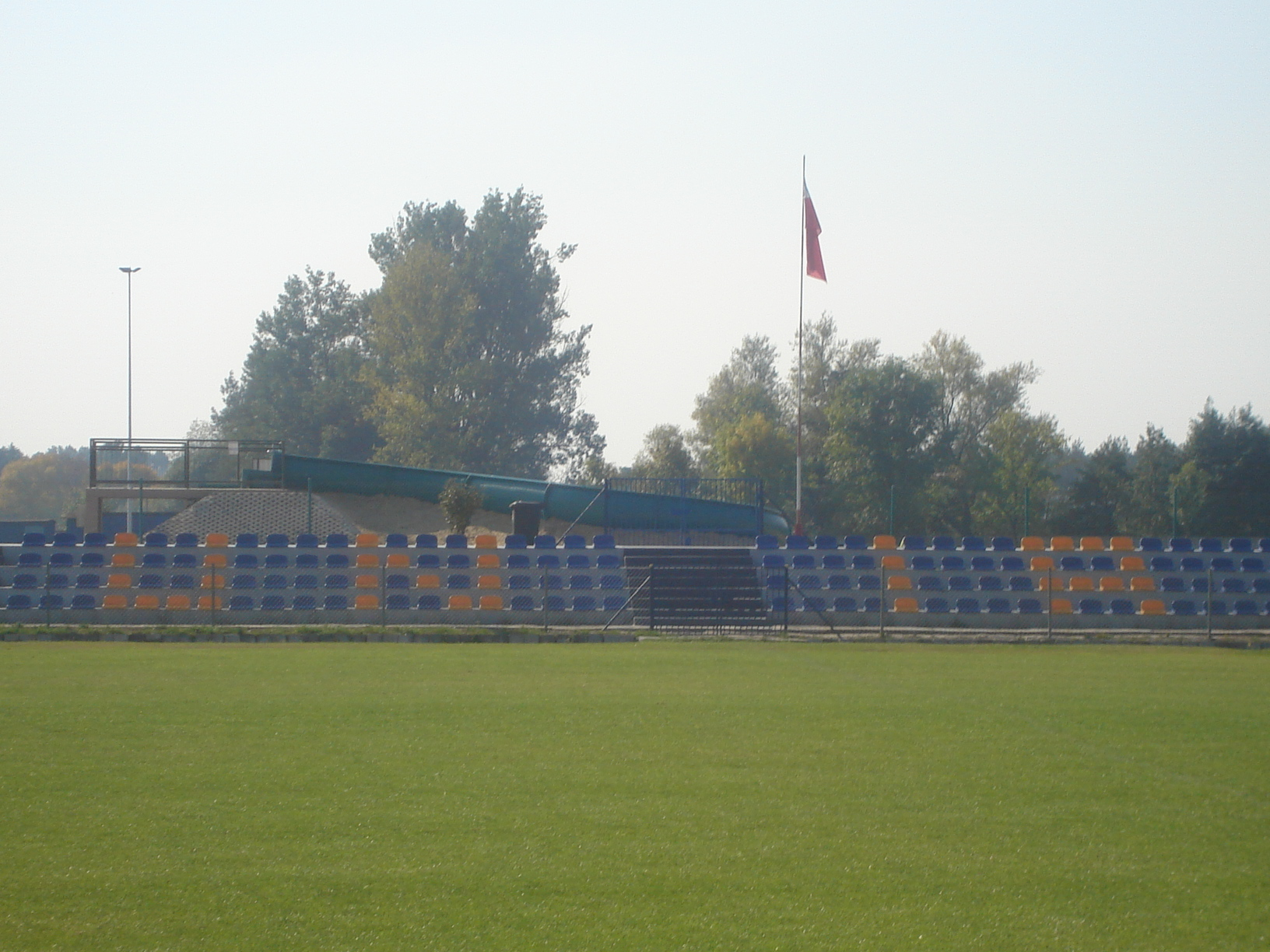
Stadion Unii Sędziszów

- Klub sportowy, założony pod koniec lat czterdziestych pod nazwą „Przełom”. W połowie lat siedemdziesiątych XX wieku, po połączeniu z „Olimpią” Pawłowice zmieniono nazwę na „Unia”. Od 1996 Unia Sędziszów finansowana jest przez gminę.
- Ośrodek Sportu i Rekreacji z basenem sportowym i rekreacyjnym, jacuzzi, gejzerami wodnymi, zjeżdżalniami oraz sauną. Projekt był częściowo finansowany przez Unię Europejską.

## Wspólnoty wyznaniowe
- Kościół rzymskokatolicki:
  - parafia św. Brata Alberta Chmielowskiego
  - parafia Świętych Apostołów Piotra i Pawła
- Świadkowie Jehowy:
  - zbór Sędziszów (Sala Królestwa Marianów 24a)[14].

## Komunikacja
- 8 km od obrzeży gminy przebiega trasa międzynarodowa E77 Gdańsk – Warszawa – Chyżne.
- Przez Sędziszów przebiega linia kolejowa nr 8, ze stacją Sędziszów.
- Przez gminę przebiega linia szerokiego toru LHS z rozbudowaną i przygotowaną do pracy bazą przeładunkową w samym Sędziszowie.
- Przez miejscowość przebiega droga powiatowa 1145T (ulica Kielecka, Dworcowa, Klimontowska), 1151T (ulica Przemysłowa, Leśna), 1163T (ulica Polna, Rynek, Kościelna, Sportowa, Gródek) 1166T (ulica Nagłowicka) i 1169T (ulica Jędrzejowska)[15][16][17].
- Komunikacje autobusowe w Sędziszowie i okolicach obsługują firmy prywatne. Sędziszów posiada bezpośrednie połączenia autobusowe z Jędrzejowem, Wodzisławiem[18][19].

## Miasta partnerskie
- Mikulińce[20][21] (21.10.2011[22][23])
- Skała Podolska[24][20] (18.10.2012[22])

## Burmistrzowie Sędziszowa
- Alojzy Przemyski (1990-1992)
- January Ejsmond (1992-2002)
- Wacław Szarek (2002-nadal)